# Gare d'El Biod
La gare d'El Biod est une gare ferroviaire algérienne, actuellement fermée, située sur le territoire de la commune d'El Biod, dans la wilaya de Naâma.

## Situation ferroviaire
Établie à une altitude de 1 045,000 m, la gare est située au point kilométrique (PK) 266,700 de la ligne de Oued Tlelat à Béchar, où elle est précédée de la gare de Redjem Demouche et suivie de celle de Mécheria. 
| \| El Biod Naâma Mécheria Aïn Sefra Djeniene Bourezg \| Localisation de la gare d'El Biod dans la wilaya de Naâma. |
| El Biod Naâma Mécheria Aïn Sefra Djeniene Bourezg                                                                  |

## Histoire
La gare est mise en service en 2010 après l'ouverture de la nouvelle voie ferrée entre Redjem Demouche et El Biod, liaison permettant de créer la nouvelle ligne de Oued Tlelat à Béchar via Redjem Demouche. Il s'agit d'une nouvelle gare, située à quelques kilomètres à l'ouest de l'ancienne gare d'El Biod. 

## Service des voyageurs

### Dessertes
En 2023, la gare n'est pas desservie par les trains de la Société nationale des transports ferroviaires.